# Higurashi no naku koro ni
Higurashi no naku koro ni (ひぐらしのなく頃に, litt.« Quand les cigales pleurent ») stylisé en ひぐらしのなく頃に, aussi connu en France sous les titres Hinamizawa, le village maudit pour l’anime et Le sanglot des cigales pour le jeu vidéo, est une série de dōjin-games de type sound novel publiée par le cercle 07th Expansion, sur PC (2002-2006) et PS2 (février 2007), basée sur une pièce de théâtre.
Le premier chapitre, Onikakushi-hen, fut publié le 10 août 2002 et le huitième et dernier chapitre, Matsuribayashi-hen, le 13 août 2006. Plusieurs arcs complémentaires ont été créés sous forme de jeux ou de manga pour ajouter à l'histoire. Le jeu est un des plus gros succès du jeu amateur au Japon, avec plus de 100 000 copies vendues, un score jamais atteint depuis le jeu amateur Tsukihime du cercle TYPE-MOON. Il allie horreur et mystère, occultant volontairement le plus de points possibles de l'intrigue, afin de laisser les joueurs essayer de deviner les secrets du scénario[réf. nécessaire].
Une adaptation animée homonyme, réalisée par Studio DEEN et produite par Geneon Entertainment, fut diffusée au Japon d'avril à septembre 2006 et totalise 26 épisodes.
Cet animé est édité en France par Anima. Une seconde saison de 24 épisodes nommée « Higurashi no naku koro ni kai » a été diffusée au Japon de juillet à décembre 2007. Une série d'OAV, faisant office d'épilogue, basée sur « Higurashi no naku koro ni Rei », un disque bonus, a également été produite. Il est sorti en DVD au Japon  2008. Deux adaptations en film live ont également été réalisées par Ataru Oikawa, producteur de la série des films Tomié : Higurashi no naku koro ni en 2008 et Higurashi no naku koro ni: Chikai en 2009.
Une nouvelle adaptation animée, « Higurashi no Naku Koro ni Gou », qui donne suite aux œuvres précédentes, est réalisée par le studio Passione. Elle a été diffusée au Japon en octobre 2020, après avoir été prévue pour juillet 2020 puis reportée en raison de la pandémie de Covid-19. « Higurashi no Naku Koro ni Sotsu » (2021) fait suite à Higurashi no Naku Koro ni Gou.
Umineko no naku koro ni est la suite de la série des When They Cry initiée par Higurashi no naku koro ni.

Logo japonais.

## Système de jeu
Higurashi no naku koro ni est un sound novel. Un sound novel est similaire à un visual novel dans le fait qu'il ne nécessite quasi-aucune interaction de la part du joueur car le jeu est composé uniquement de dialogues textuels. Si la base d'un visual novel serait l'aspect visuel (comme le suggère son nom), la base d'un sound novel serait la création de l'ambiance en utilisant de la musique et des effets sonores. Le style des images du jeu est le masquage.

## Résumé

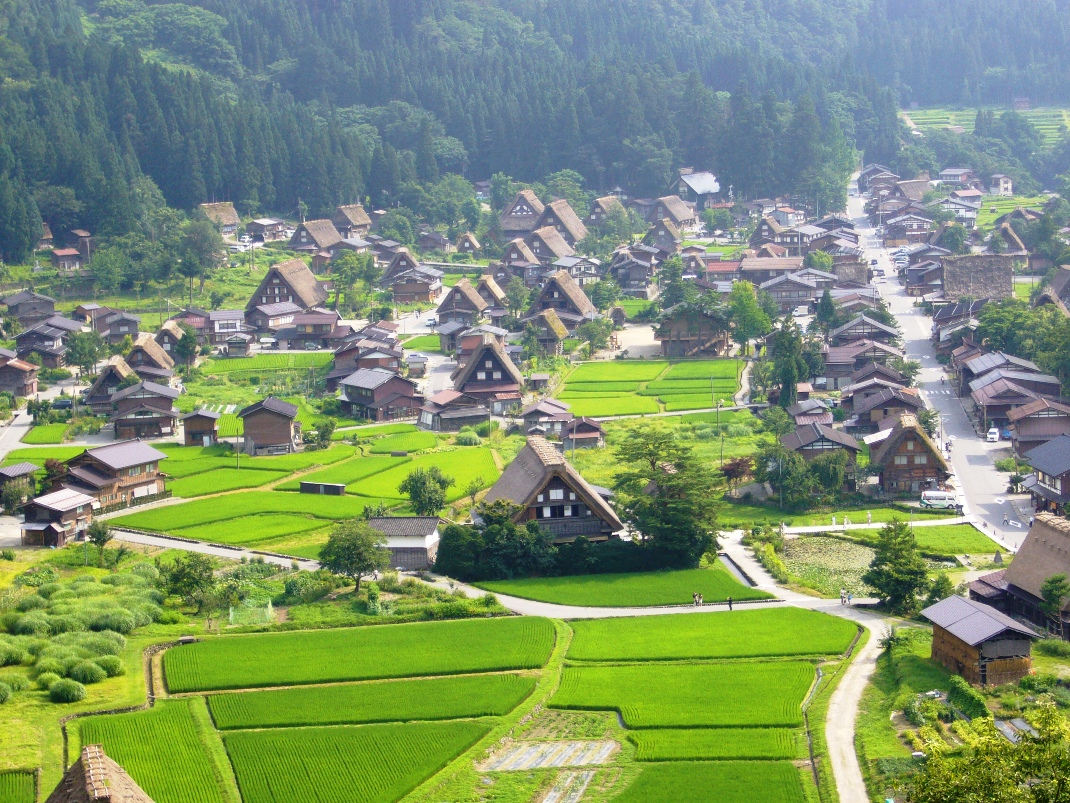
Photographie de Shirakawa, le village dont Higurashi no naku koro ni s'inspire.

L'histoire se déroule principalement en Juin 1983, sous le chant des cigales et dans le paisible village d'Hinamizawa (雛見沢) (lieu fictif basé sur le village de Shirakawa dans la préfecture de Gifu). Le caractère enjoué de Keiichi Maebara, le personnage principal, l’amène à se lier rapidement d'amitié avec quatre de ses camarades de classe, bien qu'il vienne tout juste d'emménager avec sa famille dans ce petit village situé au pied des montagnes.  Keiichi est invité à joindre les activités parascolaires de ses quatre jeunes amies, nommées Rena Ryūgū, Mion Sonozaki, Rika Furude, et Satoko Hōjō, qui ont fondé un club d'amateurs de jeux de société. Bien qu'étant le seul garçon du groupe, il se sent bien accueilli et entouré et il prend plaisir à entrer dans la compétition avec ses copines de classe, bien que le sort réservé aux perdants ne soit jamais enviable.
Hinamizawa paraît être un village normal, paisible et rural et Keiichi s'y sent chez lui et choyé ; entouré d'amies qui lui sont chères. Un peu avant le festival Watanagashi, fête locale durant laquelle est célébrée Oyashiro, la déité du village, Keiichi se met à trouver que certains aspects d'Hinamizawa sont sombres et mystérieux ; il apprend entre autres que des événements morbides se produisent les jours suivants le festival, et ce, depuis au moins les quatre dernières années. Il découvre peu à peu d'anciennes croyances et pratiques mystiques, ainsi que l'histoire de la « malédiction d'Oyashiro » ; une légende locale qui apparaît à la fois sinistre et intrigante.
Dans chaque chapitre, lui ou une de ses amies se retrouve sous le joug de la « malédiction d'Oyashiro ». Il semble impossible de distinguer la réalité du surnaturel, mais doucement, le mystère de Hinamizawa est révélé.

## Personnages
Six personnages sont récurrents à l'univers d'Higurashi no Naku Koro ni.
Keiichi Maebara (前原 圭一, Maebara Keiichi)
Personnage principal. Un garçon qui a récemment emménagé à Hinamizawa et qui s'adapte à la vie rurale. Il possède un charisme naturel lui permettant de se faire rapidement des amis. Puisque Hinamizawa est un petit village de 1 200 habitants environ, avec une école unique, il n'y a pas beaucoup d'adolescents de son âge ; il les rencontre facilement et devient ami avec elles. Mais en s'intéressant d'un peu trop près au passé du village, il en subira les conséquences.
Rena Ryūgū (竜宮 レナ, Ryūgū Rena)
Amie de Keiichi, une fille de son âge. Elle est aussi relativement nouvelle à Hinamizawa, y étant arrivée l'année passée. Elle a une obsession pour les choses qu'elle considère « mignonnes » — en général, personne d'autre ne les voit de cet œil — et va souvent à la décharge publique en rechercher. Avant de rencontrer Keiichi, elle devint l'amie d'une fille d'un an plus âgée, Mion Sonozaki. Il semble qu'elle éprouve des sentiments pour Keiichi. C'est un personnage complexe, qui souffre de certaines psychoses remontant à l'enfance.
Mion Sonozaki (園崎 魅音, Sonozaki Mion)
Cheffe du groupe et la présidente du club. Mion a une personnalité de garçon manqué, qui est en réalité une façade pour un côté féminin qu'elle garde soigneusement caché. Mion a une sœur jumelle, Shion. Son destin est déjà tout tracé : prendre la tête de son clan de Yakuza aux activités mystérieuses.
Shion Sonozaki (園崎 詩音, Sonozaki Shion)
Sœur jumelle de Mion. Vit dans le village voisin d'Okinomiya. Elle a été bannie par sa grand-mère qui est également la doyenne du clan fondateur d'Hinamizawa. Beaucoup plus féminine que Mion, et malgré son apparente douceur, elle sait faire preuve d'une grande détermination, et même d'une cruauté extrême. Elle n'hésite pas à faire couler le sang et à partir dans une folie meurtrière pour satisfaire ses propres intérêts.
Satoko Hōjō (北条 沙都子, Hōjō Satoko)
Fille maligne qui est extrêmement douée pour l'élaboration de pièges. Sa personnalité est espiègle et énergique, mais cela cache un passé traumatique. Elle avait un frère nommé Satoshi, qui a disparu un an avant les arcs principaux.
Rika Furude (古手 梨花, Furude Rika)
Amie de Satoko. Elle est vénérée en tant qu'héritière du sanctuaire local, et tient le rôle de prêtresse dans la fête annuelle du Watanagashi. Rika semble souvent être nonchalante et enfantine, mais se montre aussi parfois d'une maturité étonnante et comme possédant un savoir presque surnaturel. Son père et sa mère sont morts de façons étranges.

### Autres personnages
Kuraudo Ōishi (大石 蔵人, Ōishi Kuraudo)
Vieux policier qui enquête résolument sur le mystère des meurtres annuels de Hinamizawa.
Jirō Tomitake (富竹 ジロウ, Tomitake Jirō)
Photographe qui vient périodiquement à Hinamizawa qui semble être ami avec Miyo Takano.
Miyo Takano (鷹野 三四, Takano Miyo)
Infirmière à la clinique locale qui s'intéresse de très près aux contes et légendes du village. Sa curiosité sur les mystères d'Hinamizawa tourne presque à l'obsession.
Kyōsuke Irie (入江 京介, Irie Kyōsuke)
Directeur de la clinique Irie, a un fétiche sérieux pour les bonnes, une tare utilisée à effet comique.
Satoshi Hōjō (北条 悟史, Hōjō Satoshi)
Frère aîné de Satoko. Il est porté disparu.
Teppei Hōjō (北条 鉄平, Hōjō Teppei)
Oncle de Satoko et Satoshi. C'est un personnage égoïste, brutal et alcoolique.
Oryō Sonozaki (園崎 お魎, Sonozaki Oryō)
Grand-mère de Mion et Shion, mère d'Akane. Chef du clan Sonozaki.
Akane Sonozaki (園崎 茜, Sonozaki Akane)
Fille d'Oryö et mère de Mion et Shion.
Tatsuyoshi Kasai (葛西 辰由, Kasai Tatsuyoshi)
Mamoru Akasaka (赤坂 衛, Akasaka Mamoru)
Kiichirō Kimiyoshi (公由 喜一郎, Kimiyoshi Kiichirō)

### Personnages propres aux arcs complémentaires
- Dans Onisarashi-hen, le protagoniste est une jeune fille enjouée nommée Natsumi Kimiyoshi, qui vient de déménager hors de Hinamizawa.
- Dans Yoigoshi-hen, le protagoniste est un homme amnésique nommé Akira Otobe, qui a été retrouvé errant dans la forêt autour de Hinamizawa plusieurs années plus tard.

## Arcs
L'ensemble des huit arcs du jeu se subdivise en deux parties : « Higurashi no Naku Koro ni » (Quand Les Cigales Pleurent) et « Higurashi no Naku Koro ni Kai » (Quand Les Cigales Pleurent: Réponses). 
En France, ils sont officiellement nommés Le Sanglot des Cigales - Cycle des énigmes et Le Sanglot des Cigales - Cycle des résolutions.
La première partie introduit les joueurs dans l'intrigue, apposant diverses questions et théories que les joueurs se posent, tandis que la seconde partie met généralement en scène les mêmes évènements, mais avec une différence au niveau de la perspective, dans certains évènements et situations, donnant des conclusions démarquées et des révélations inattendues. Bien que ces arcs "réponses" ne répondent pas de manière directe aux questions tissées lors des arcs "questions", ces "réponses" permettent une approche de plus en plus significative afin que les joueurs puissent découvrir "la vérité".
Chacun des huit jeux est un arc séparé des autres dans l'histoire principale. Les arcs complémentaires ne sont pas directement connectés à l'intrigue principale, mais sont des parallèles étoffant l'histoire. Les chapitres à l'intérieur des arcs sont en général conclus par des bouts d'information, appelés Tips (Indices dans la version française), qui ajoutent de l'information hors du point de vue particulier de l'arc. Certains sont utiles à la résolution de l'intrigue, d'autres ne servent qu'à déboussoler le lecteur.
À chaque session du Comiket, qui a lieu en hiver et en été, un chapitre supplémentaire du jeu fut publié, soit un rythme de deux jeux par an entre 2002 et 2006.

### Arcs Questions
Ces quatre arcs donnent une impression générale du village, des circonstances, et des personnages. Puisque ces arcs ne donnent pas de réponses concrètes aux mystères, le joueur doit se forger ses propres théories.
- Onikakushi-hen (鬼隠し編 Chapitre Enlevés par les démons) - 2002/08/10 (Comiket 62)

Bienvenue à Hinamizawa, sa campagne paisible, son école charmante, sa population accueillante, ainsi que ses traditions ancestrales et ses mystères inquiétants. Keiichi Maebara, fraichement réinséré dans son groupe d'amis, en fera la découverte de façon discrète et à ses frais...
- Watanagashi-hen (綿流し編 Chapitre de la Purification du Coton) - 2002/12/29 (Comiket 63)

Les habitudes de Hinamizawa sont bien plantées, il ne manque qu'a présenter de nouveaux acteurs de l'histoire. Or ici, il s'agit de Shion, sœur jumelle de Mion Sonozaki, revenue en toute discrétion à Hinamizawa. Mais quand vient la nuit du Watanagashi, la curiosité dont elle est piquée déclenche une spirale macabre de laquelle il sera dur de s'extraire.
- Tatarigoroshi-hen (祟殺し編 Chapitre de la Malédiction Meurtrière) - 2003/08/15 (Comiket 64)

Coup de tonnerre dans le ciel de Satoko! Son oncle Teppei, homme égoïste et vulgaire abusant des autres, est de retour à Hinamizawa et force Satoko à revenir dans la maison des Hõjõ pour le servir. Depuis cet évènement, plus rien n'est pareil pour elle. En voyant son état mental et physique se détériorer, Keiichi décide de prendre les choses bien en main afin de la sauver.
- Himatsubushi-hen (暇潰し編 Chapitre du temps perdu - Pour tuer le temps) - 2004/08/13 (Comiket 66)

1978. Mamoru Akasaka, jeune officier de police à Tōkyō, est envoyé sous couverture à Hinamizawa afin d'enquêter sur l'enlèvement du petit-fils du premier ministre. C'est en ces circonstances qu'il fait la connaissance de Rika Furude, qu'on dit être la réincarnation de la divinité locale, Oyashiro. Mais au-delà des apparences, que se cache-t-il...?

### Arcs Réponses
Ces arcs sont sous-titrés 解, Kai, c'est-à-dire "Réponses". Leur but est de répondre à tous les mystères présentés dans la première partie de la série de jeux.
- Meakashi-hen (目明し編 Chapitre de la révélation - La détective ~ Meurtrière bien-aimée ~) - 2004/12/30 (Comiket 67)

1982, Shion Sonozaki décide de s'enfuir du pensionnat où elle était restreinte pour revenir à Hinamizawa en toute discrétion. C'est là qu'elle retrouvera sa sœur jumelle, Mion Sonozaki. Elle y fera aussi la rencontre avec son premier amour, Satoshi Hōjō. Mais celui-ci semble être préoccupé par d'autres affaires autrement importantes, comme sa chère sœur, Satoko, dont l'état n'est pas au beau fixe. Il est déterminé à ce qu'elle puisse voir des lendemains plus heureux, et pour cela, il fera tout et pire encore. Cet arc constitue une réponse à Watanagashi-hen.
- Tsumihoroboshi-hen (罪滅し編 Chapitre de l'expiation - Le purgatoire ~ Expions le péché originel ~) - 2005/08/14 (Comiket 68)

Depuis le divorce de ses parents, Rena vit avec son père à Hinamizawa, dernier pilier du noyau qui constituait sa famille. Or, une nouvelle personne veut s'y insérer, la nouvelle amie de son père, qui devient de plus en plus imposante. Sa tristesse devient colère quand elle se rend compte que les intentions de cette femme sont loin d'être désintéressées. Et avec Keiichi, Mion, Satoko et Rika qui acceptent certains de ses actes, ils dissimulent un acte fatal. Mais qu'arrive-t-il quand la confiance qui les liait avec Rena disparaît?
- Minagoroshi-hen (皆殺し編 Chapitre du massacre - La solution finale) - 2005/12/30 (Comiket 69)

À la surface, Minagoroshi-hen est la solution de Tatarigoroshi-hen; mais cet arc répond en fait à presque tous les mystères des arcs précédents, sauf le motif des crimes. La perspective est celle de Rika Furude. On apprend notamment l'identité du coupable et la liaison entre les arcs, mais il faut encore un dernier effort pour sceller la fin heureuse.
- Matsuribayashi-hen (祭囃し編 Chapitre accompagnateur du festival) - 2006/08/13 (Comiket 70)

L'identité du coupable derrière la mécanique des meurtres est révélée dans Minagoroshi-hen. Dans Matsuribayashi-hen, toutes les pièces du puzzle sont en place. La dernière étape pour les personnages est rassembler ces pièces pour vaincre le coupable et finir la répétition des arcs.

### Arcs Extra
Ces trois chapitres ont été inclus dans Higurashi no Naku Koro ni Rei (ひぐらしのなく頃に礼 Quand les Cigales Pleurent: Gratitude). Deux ont été produits spécialement à cette occasion. Higurashi no Naku Koro ni Rei est sorti le 31 décembre 2006.
- Saikoroshi-hen (賽殺し編 Chapitre du meurtre de l'offrande)

Deux mois après les événements survenus dans Matsuribayashi-hen, Rika tombe dans un coma après un accident à vélo, mais se réveille dans un monde totalement différent, où aucune des tragédies des arcs précédents n'a pris place : Keiichi n'est pas à Hinamizawa, les parents de Rena n'ont pas divorcé, le projet de construction du barrage s'est résolu de manière pacifique, et ni les parents de Satoko ni ceux de Rika sont morts. Mais quelqu'un est dérangé par ce déroulement des choses...
- Batsukoishi-hen (罰恋し編 Chapitre de la punition bien-aimée)

Un chapitre drôle d'un rêve où Keiichi, Ōishi, Tomitake et Irie se battent contre les filles au moyen des gages du club. Ce chapitre était à l'origine un bonus après Meakashi-hen, mais il fut jugé trop peu sérieux et n'ayant pas assez de rapport, et fut enlevé des parutions des arcs suivants.
- Hirukowashi-hen (昼壊し編 Chapitre du crépuscule)

Ce chapitre est une interprétation de l'intrigue du jeu Higurashi Daybreak, un jeu troisième personne de bataille générale entre les personnages. Rena avale un magatama, ayant pour effet de la faire tomber instantanément amoureuse du détenteur du magatama complémentaire.

### Arcs Annexes en Manga
Ces arcs sont des histoires parues sous forme de manga ou de nouvelles à titre de supplément aux jeux. Ils ne poursuivent pas l'histoire, mais ajoutent des informations aux logiques régissant le monde autour de Hinamizawa.
- Onisarashi-hen (鬼曝し編 Chapitre de révélation du démon)

Ce chapitre décrit l'histoire d'une ex-habitante de la région d'Hinamizawa, Natsumi Kimiyoshi, ainsi que de sa famille, pendant l'exposition médiatique qui suit les événements dramatiques qui surviennent dans sa région natale.
- Yoigoshi-hen (宵越し編 Chapitre nocturne)

Épilogue d'une des fins possibles de Tsumihoroboshi-hen aux conséquences dramatiques. À la suite du lever du bouclage de la zone d'Hinamizawa. Un groupe de journalistes menés par Ryūnosuke Arakawa débarquent dans la zone afin de faire un court reportage. Mais que savent-ils du conflit dans lequel ils vont entrer ?
- Utsutsukowashi-hen (現壊し編 Chapitre éclatement du réel)

Il s'agit d'une préquelle de Meakashi-hen dans laquelle nous assistons à la mise en retrait de Shion à l'académie pour filles St.Lucia. Shion entend des rumeurs selon lesquelles une fille de l'école, Mizuho Kōsaka est menacée par sa grand-mère, la menant à prendre refuge dans cet institut, ce qui cause le rapprochement de Shion.

### Arcs Annexes en Roman
- Higurashi no Naku Koro ni Gaiden Nekogoroshi-hen (ひぐらしのなく頃に外伝 猫殺し編 Quand Les Cigales Pleurent Extra: Chapitre du meurtre du chat)

Après une journée habituelle composée de ses jeux et autres punitions pour les membres du club, ceux-ci se rendent dans la zone déserte de Yagouchi, aux environs d'Hinamizawa. Mion commence à raconter l'histoire d'un de ses amis d'enfance, ayant disparu dans les alentours de la carrière au-delà de la montagne lors d'une partie de cache-cache ayant très mal tourné. La nouvelle, écrite par Ryūkishi07, était offerte en bonus aux personnes ayant acheté le volume 1 des trois premiers mangas de la série. Il est aussi disponible en version anime.
- Kuradashi-hen (蔵出し編 Chapitre du vide-grenier)

Il s'agit d'un ensemble de concepts et d'histoires qui n'ont finalement pas pu être incorporés dans les jeux finaux. C'est une autre nouvelle écrite par Ryūkishi07, illustrée par les auteurs des mangas dont il fallait avoir fait l'achat pour le recevoir.
- Hajisarashi-hen (羞晒し編 Chapitre de la révélation de timidité)

Hajisarashi-hen est écrit par Ryūkishi07 et illustré par Rato. C'est une nouvelle incluse dans l'édition limitée du jeu Playstation 2,  Higurashi no Naku Koro ni Matsuri.

### Arcs du jeu PlayStation 2
La version portée sur PlayStation 2, Higurashi no naku koro ni Matsuri (Quand Les Cigales Pleurent: Festival) contient 3 chapitres spécifiquement écrits afin de compléter l'histoire.
- Taraimawashi-hen (盥回し篇 Chapitre du tourniquet)

Au premier coup d'œil, il s'agit d'une nouvelle version d’Onikakushi-hen, mais il en diffère par des événements empruntés à Watanagashi-hen. Après avoir pris connaissance des secrets de Hinamizawa, Keiichi décide de feindre l'ignorance et de profiter tranquillement de sa vie de collégien. Mais il ne se doute pas des conséquences tragiques de cette décision.
- Tsukiotoshi-hen (憑落し篇 Chapitre de l'exorcisme)

Teppei Hōjō revient en ville et reprend de l'influence sur Satoko. Afin de la sauver, Shion, Keiichi et Rena décident de tuer l'oncle de Satoko. Mais le méfait accompli, ceux-ci commencent à agir de manière étrange...
- Miotsukushi-hen (澪尽し篇 Chapitre de l'assèchement du canal)

La vraie cause des évènements de Hinamizawa est enfin dévoilée à Rika et Keiichi qui décident de lever le voile une bonne fois pour toutes sur les mystères. Mais avant de ne pouvoir faire quoi que ce soit, les problèmes de tout un chacun doivent être résolus afin de pouvoir aller de l'avant.

### Arc Original à l'anime
- Yakusamashi-hen (厄醒し編 Chapitre de l'éveil du désastre)

Tout semble aller pour le mieux. Keiichi, Rena, Mion, Rika, Satoko et même Shion sont au sein du groupe sans le moindre problème. Lorsque Keiichi est mis au courant des secrets de Hinamizawa, celui-ci fait preuve de compréhension. Mais Satoko semble se rendre compte que Rika n'agit pas normalement et l'entend dire des choses dont elle n'aurait jamais dû être au courant. 
Cet arc, spécialement produit pour la version anime, permet de corriger les erreurs et oublis de la première saison. En outre, cet arc est en quelque sorte la réponse de Tatarigoroshi-hen.

#### Doublage
| Personnages           | Version originale                             | Version française - 1re saison | Version française - 2è saison et OVAs |
| --------------------- | --------------------------------------------- | ------------------------------ | ------------------------------------- |
| Keiichi Maebara       | Sōichirō Hoshi                                | Thomas Guitard                 | Sébastien Mortamet                    |
| Rena Ryūgū            | Mai Nakahara                                  | Jessica Barrier                | Perrine Grandclément                  |
| Mion / Shion Sonozaki | Satsuki Yukino                                | Geneviève Doang                | Sarah Cornibert                       |
| Rika Furude           | Yukari Tamura                                 | Gabrielle Jeru                 | Gabrielle Jeru                        |
| Satoko Hōjō           | Mika Kanai                                    | Fanny Bloc                     | Elodie Lasne                          |
| Kuraudo Ōishi         | Chafurin                                      | Gérard Surugue                 | Jean-Marc Galera                      |
| Jirō Tomitake         | Tôru Ōkawa                                    | Bruno Méyère                   | Marc Wilhelm                          |
| Miyo Takano           | Miki Itō                                      | Christèle Billault             | Justine Hostekint                     |
| Kyōsuke Irie          | Toshihiko Seki                                | Matthieu Morel                 | Michaël Maïnö                         |
| Rumiko Chie           | Fumiko Orikasa                                | Sarah Bouché de Vitray         | Sandra Vandroux                       |
| Mamoru Akasaka        | Takehito Koyasu (dramaCD) Daisuke Ono (anime) | Damien Da Silva                | Julien Dutel                          |
| Satoshi Hōjō          | Mitsuki Saiga (dramaCD) Yû Kobayashi (anime)  | Alexandre Nguyen               | Damien Laquet                         |
| Oryō Sonozaki         | Shizuka Okohira                               | Lily Baron                     | Sandra Vandroux                       |
| Kiichirō Kimiyoshi    | Masaaki Tsukada                               | Yann Guillemot                 | Damien Laquet                         |
| Teppei Hōjō           | Katsuhisa Hoki                                | Alexandre Coadour              |                                       |

## Animes

### Higurashi no Naku Koro ni
Higurashi no Naku Koro ni est un anime de 26 épisodes diffusé entre le 4 avril 2006 et le 26 septembre 2006. L'anime reprend globalement le contenu scénaristique du visual novel. C'est dans cette saison que sont posés tous les mystères qui trouveront leur résolution dans Higurashi no Naku Koro ni Kai.

### Higurashi no Naku Koro ni Kai
Higurashi no Naku Koro ni Kai est un anime de 24 épisodes diffusé entre le 5 juillet 2007 et le 17 décembre 2007. C'est la suite d'Higurashi no Naku Koro ni, qui fait office d'« Answer Arcs », c'est-à-dire que le mystère des événements de la saison Higurashi no Naku Koro ni trouvent leurs réponses et l'intrigue est résolue.

### Higurashi no Naku Koro ni Rei
Higurashi no Naku Koro ni Rei est une série de 5 OAV diffusée entre le 25 février 2009 et le 21 août 2009. Les épisodes 2, 3 et 4 forment un épilogue à l'intrigue principale après sa résolution dans la série précédente. Les OAV 1 et 5 sont des one-shots parodiques. Il existe une autre série d'OAV intitulée Higurashi no Naku Koro ni Kira (4 épisodes de Juillet 2011 à Janvier 2012) qui contient uniquement des one-shots parodiques dont 1 seul est tiré des viusuals novels ainsi qu'un long métrage OVA Higurashi no Naku Koro ni Kaku Outbreak (produit en 2013, c'est le dernier épisode produit par Studio Deen avant de céder la main au studio Passione). Bien que tiré d'un roman écrit par Ryukishi 07 et adapté dans le visual novel Higurashi no Naku Koro Ni Hou, c'est une nouvelle Question Arc pour une saga en deux parties dont la seconde ne sera jamais réalisée. Il faut donc lire Kamikashimashi Hen dans le visual novel mentionné précédemment pour avoir les réponses aux questions posées dans Outbreak.

### Higurashi no Naku Koro ni Gou
Higurashi no Naku Koro ni Gou est un anime de 24 épisodes. Cet anime n'est pas un simple remake de l'anime Higurashi no Naku Koro ni, mais une œuvre originale qui fait suite aux autres. Ryūkishi07, l'auteur du visual novel, a été impliqué dans sa conception. L'anime Gou se présente donc comme la suite des animes sortis précédemment, ou encore comme la suite du visual novel. Higurashi no Naku Koro ni Gou est également une œuvre qui fait du lien avec l’œuvre du même auteur Umineko no Naku Koro ni. En conséquence, Gou s'adresse aux fans des deux univers.

#### Musiques du générique d'ouverture et de fin
L'artiste Asaka est à l'origine de la musique du générique d'ouverture d'Higurashi no Naku Koro ni Gou, I believe what you said. L'artiste AYANE est à l'origine des deux génériques de fin de l'anime Kamisama no Syndrome et Fukisokusei Entropy.

### Higurashi no Naku Koro ni Sotsu
Higurashi no Naku Koro ni Sotsu est la suite directe la série, elle vient après Higurashi no Naku Koro ni Gou dont le premier épisode est sorti le 1er Juillet 2021. Cette suite comporte 15 épisodes.

#### Musiques du générique d'ouverture et de fin
La musique du générique d'ouverture (opening) d'Higurashi no Naku Koro ni Sotsu est Analogy de l'artiste AYANE. La musique du générique de fin d'épisode (ending) est Missing Promise de Konomi Suzuki.

## Accueil et postérité

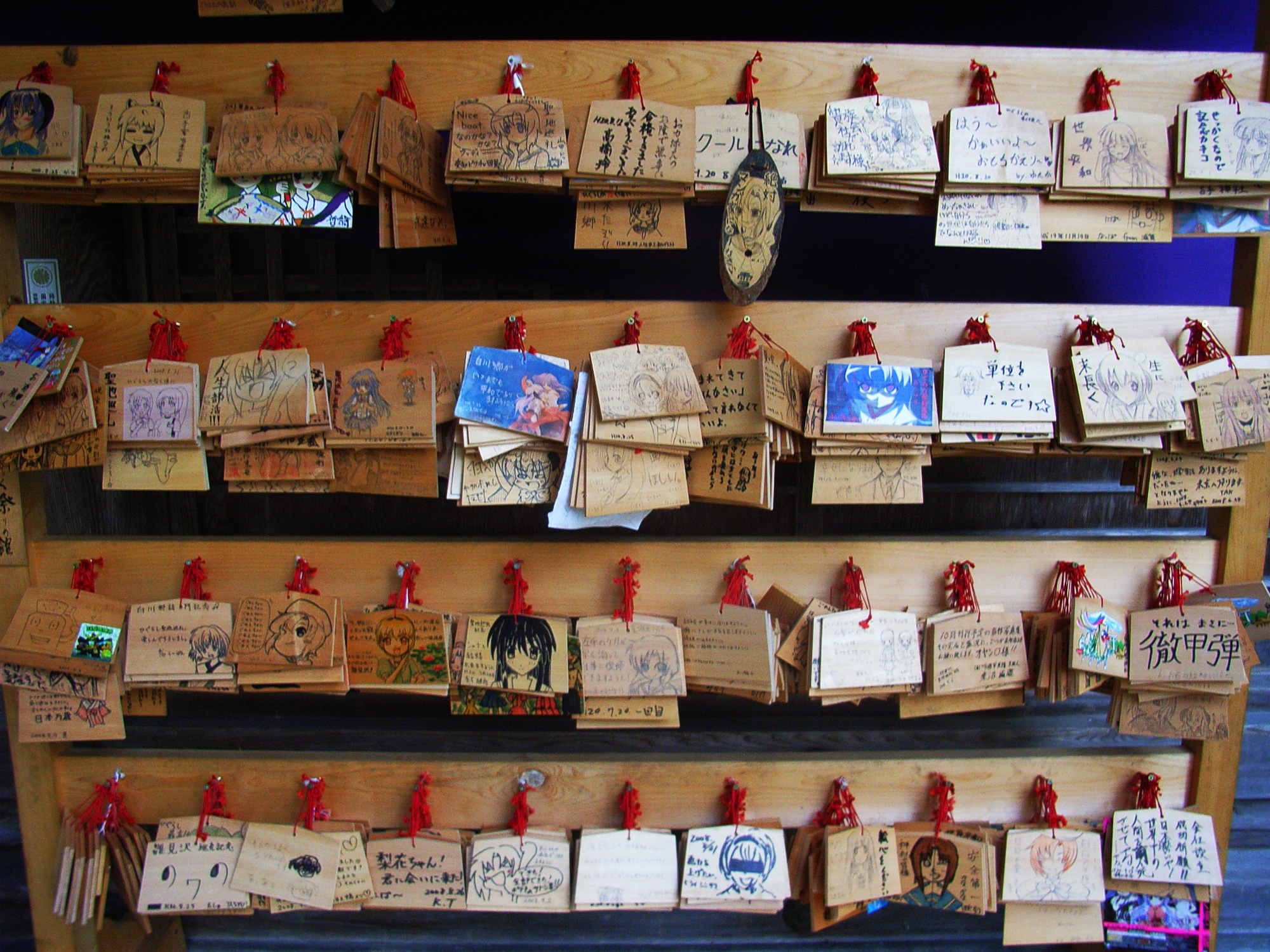
Des emas dHigurashi au sanctuaire Shirakawa-hachiman à Shirakawa.

Le jeu a connu un grand succès tant au Japon qu'à l'international et est le jeu qui a popularisé 07th Expansion.
|                           | Jeu                       | Note | Plateforme                                 | Ref    |
| ------------------------- | ------------------------- | --- | ------------------------------------------ | ------ |
| The Visual Novel Database | Higurashi no naku koro ni | 8.49 (très bien) note moyenne | Toutes plateformes confondues              | [ 16 ] |
| Steam                     | Higurashi no naku koro ni | - 96 % de critiques favorables (tome 1) - 98 % de critiques favorables (tome 2) - 98 % de critiques favorables (tome 3) - 96 % de critiques favorables (tome 4) - 98 % de critiques favorables (tome 5) - 98 % de critiques favorables (tome 6) - 97 % de critiques favorables (tome 7) - 95 % de critiques favorables (tome 8) | PC (Microsoft Windows, macOS et GNU/Linux) | ,      |

### Traductions

#### Officielles
Le jeu a été licencié par MangaGamer à l'international et a été publié sur leur magasin et Steam. MangaGamer a effectué un portage du jeu vers Unity.
Le jeu a été licencié par Saffran Prod en France, la version numérique a été publiée sur le site affilié Cub's Work et la version physique est disponible sous forme de CD-ROM commandable en contactant le traducteur ou sur Amazon. Le jeu traduit en français tourne sur le moteur PONScripter, notamment pour afficher les diacritiques françaises.

#### Amatrices
Le jeu a été traduit en anglais et porté sur le moteur PONScripter par le groupe de fans Sonozaki Futago-tachi. Ce même groupe a aidé Saffran Prod, l'entreprise chargée de la traduction française, concernant PONScripter et a été invité à rejoindre l'équipe de traduction de la version anglaise officielle du jeu dirigée par MangaGamer, le groupe a cependant décliné l'offre afin de ne pas subir trop de stress dû à la responsabilité liée à la tâche et de prendre le temps nécessaire à la traduction à un rythme correct ; le groupe continua donc sa traduction amatrice de son côté.
Parmi les traductions amatrices - complètes comme partielles -, on retrouve des traductions en coréen, en anglais, en mandarin, en russe, en portugais du Brésil, en vietnamien, en turc, en polonais, en italien et en espagnol.
Un portage du jeu vers Ren'Py a été effectué par un russophone sous le pseudo de -07-, cela a permis le portage du jeu sur Android, ce qui n'était pas faisable avec PONScripter sans logiciel externe comme VNDS.
Avec le logiciel VNDS, le jeu traduit est jouable sur Android et des consoles piratées Nintendo DS et Playstation Vita.

#### Position de 07th Expansion concernant les traductions amatrices
07th Expansion, les développeurs du jeu, considèrent les traductions amatrices comme des œuvres / travaux dérivés et ceux-ci sont tolérés. Cependant, cette autorisation ne concerne que les œuvres appartenant pleinement à 07th Expansion : l'utilisation les images de la version PC et du script d'Higurashi est acceptable mais les musiques du jeu ou encore les données des versions sur consoles du jeu, n'appartenant pas à 07th Expansion ne peuvent pas être utilisées. Cette autorisation s'applique même si l'œuvre a été licenciée dans le(s) pays où la traduction amatrice est censée être lue, par exemple, le groupe de fans Sonozaki Futago-tachi qui traduisait à l'époque Higurashi no naku koro ni a pu continuer ses activités malgré l'avertissement de MangaGamer ; 07th Expansion a autorisé à ce que les activités du groupe continuent et MangaGamer s'est excusé.